# Hymenoplia sicula
Hymenoplia sicula är en skalbaggsart som beskrevs av Blanchard 1850. Hymenoplia sicula ingår i släktet Hymenoplia och familjen Melolonthidae. Inga underarter finns listade i Catalogue of Life.